# Tercera Categoría de Aficionados de la Comunidad de Madrid
La Tercera Categoría de Aficionados de la Comunidad de Madrid, —conocida como Tercera Regional de Madrid— constituye el noveno nivel de competición de la Liga Española de Fútbol en la Comunidad de Madrid. Se encuentra inmediatamente por debajo de la Segunda Categoría de Aficionados de la Comunidad de Madrid.

## Sistema de competición
La liga consiste en 14 grupos, formado cada uno de ellos por 18 equipos. Al término de la temporada los 2 primeros equipos de cada grupo ascienden directamente a la Segunda Categoría de Aficionados de la Comunidad de Madrid.

## Equipos participantes 2022-23

### Grupo 1
| Equipo                          | Localidad                | Campo                               |
| ------------------------------- | ------------------------ | ----------------------------------- |
| C.D. Alberto Cogorro            | Guadarrama               | Polideportivo Cerceda               |
| Atlético Cercedilla             | Cercedilla               | Polideportivo Cercedilla            |
| A.D. Collado Mediano            | Collado Mediano          | Polideportivo Collado Mediano       |
| Athletic Club Colmenarejo       | Colmenarejo              | Polideportivo Colmenarejo           |
| Gimnástica Colmenarejo C.F. "B" | Colmenarejo              | Polideportivo Colmenarejo           |
| C.D. Becerril de la Sierra      | Becerril de la Sierra    | Polideportivo Becerril de la Sierra |
| Cerceda C.F. "B"                | Cerceda                  | Polideportivo Cerceda               |
| A.D. El Real de Manzanares      | Manzanares el Real       | Polideportivo Manzanares el Real    |
| U.D. Las Matas C.F.             | Las Matas                | San José                            |
| C.D. Electrocor Las Rozas "B"   | Las Rozas de Madrid      | El Abajón                           |
| Las Rozas C.F. "C"              | Las Rozas de Madrid      | Municipal Juan Manuel Angelina      |
| C.F. Hoyo de Manzanares "B"     | Hoyo de Manzanares       | Polideportivo Hoyo de Manzanares    |
| C.D. San Agustín Los Negrales   | Los Negrales             | Colegio San Agustín Los Negrales    |
| Moralzarzal C.F.                | Moralzarzal              | Polideportivo Municipal             |
| U.D. San Lorenzo "B"            | San Lorenzo del Escorial | La Herrería                         |
| C.D. El Escorial "B"            | El Escorial              | Navaarmado                          |
| Torrelodones C.F. "B"           | Torrelodones             | Julián Ariza                        |
| C.D. Serendipity Valdemorillo   | Valdemorillo             | Dehesa de los Algodonales           |

### Grupo 2
| Equipo                            | Localidad                | Campo                                  |
| --------------------------------- | ------------------------ | -------------------------------------- |
| C.D. Algeteño                     | Algete                   | Duque de Algete                        |
| E.M.F. Atlético Algete C.D.       | Algete                   | Duque de Algete                        |
| Atlético La Garena                | Algete                   | Urbanización Santo Domingo             |
| C.F. Fuente El Saz                | Fuente El Saz de Jarama  | Alicia Gómez Prada                     |
| C.D. Guadalix de la Sierra        | Guadalix de la Sierra    | Polideportivo Guadalix de la Sierra    |
| E.M. La Cabrera                   | La Cabrera               | Julián Berrendero                      |
| C.D. Miraflores de la Sierra      | Miraflores de la Sierra  | Municipal La Dehesilla                 |
| C.D. Molar Sport                  | El Molar                 | Fuente del Toro                        |
| C.D. Pedrezuela                   | Pedrezuela               | Polideportivo Pedrezuela               |
| Recreativo Soto del Real C.F. "B" | Soto del Real            | Bustarviejo                            |
| C.F. San Agustín de Guadalix "C"  | San Agustín del Guadalix | Polideportivo San Agustín del Guadalix |
| U.D. San Agustín del Guadalix     | San Agustín del Guadalix | Polideportivo San Agustín del Guadalix |
| U.D. Talamanca                    | Talamanca de Jarama      | Polideportivo Talamanca                |
| A.D. Futbol Base Tres Cantos      | Tres Cantos              | La Luz                                 |
| U.D. Tres Cantos                  | Tres Cantos              | Keka Vega Foresta 2                    |
| C.D. Valdetorres                  | Valdetorres de Jarama    | Polideportivo Valdetorres              |
| U.D. Vellón Venturada             | El Vellón                | Municipal La Nava                      |
| C.D. Villa Buitrago del Lozoya    | Buitrago del Lozoya      | Polideportivo Buitrago                 |

### Grupo 3
| Equipo                           | Localidad             | Campo                       |
| -------------------------------- | --------------------- | --------------------------- |
| Atlético Alcalá                  | Alcalá de Henares     | Ciudad Deportiva El Juncal  |
| C.F.D. Futuro San Francisco      | Alcalá de Henares     | Ciudad Deportiva El Juncal  |
| Sinabro Pcach F.C.               | Alcalá de Henares     | Ciudad Deportiva El Juncal  |
| Comandante C.F.                  | Alcalá de Henares     | Espartales                  |
| S.A.D. Espartales Sur            | Alcalá de Henares     | Espartales                  |
| A.D. Chorrillo Distrito VII      | Alcalá de Henares     | Recinto Ferial              |
| Club Ciudad Henares              | Alcalá de Henares     | Recinto Ferial              |
| Haro F.C.                        | Alcalá de Henares     | Ciudad Deportiva El Val     |
| A.D. Naya "B"                    | Alcalá de Henares     | Isidro Cediel               |
| C.F. Alalpardo "B"               | Alalpardo             | Juan Antonio Corbalán       |
| C.D. Valdeolmos                  | Alalpardo             | Juan Antonio Corbalán       |
| Camarma C.F. "B"                 | Camarma de Esteruelas | Polideportivo Camarma       |
| C.D. Daganzo "B"                 | Daganzo de Arriba     | Francisco Javier López      |
| C.D. Paracuellos Antamira "C"    | Paracuellos de Jarama | Municipal Paracuellos       |
| Deportivo Ardoz "B"              | Torrejón de Ardoz     | Juan Antonio Samaranch      |
| Peña Torrejonense San Isidro "B" | Torrejón de Ardoz     | José María Gutiérrez "Guti" |
| C.D. Valdeavero                  | Valdeavero            | Los Prados                  |

### Grupo 4
| Equipo                           | Localidad            | Campo                              |
| -------------------------------- | -------------------- | ---------------------------------- |
| S.A.D. Espartales Sur "B"        | Alcalá de Henares    | Espartales                         |
| Haro F.C.                        | Alcalá de Henares    | La Garena                          |
| CDE Argentino de Futbol          | Alcalá de Henares    | La Garena                          |
| C.D. Campo Real                  | Campo Real           | Polideportivo Campo Real           |
| E.M.F. de Carabaña               | Carabaña             | Polideportivo Carabaña             |
| C.D. Loeches                     | Loeches              | Polideportivo Loeches              |
| C.D. Orusco                      | Orusco de Tajuña     | Municipal Eurocopa 2008            |
| A.D.A. Toledo Olivos C.F.        | Mejorada del Campo   | La Dehesa                          |
| Deportivo Ardoz                  | Torrejón de Ardoz    | Las Fronteras                      |
| Deportivo Ardoz "B"              | Torrejón de Ardoz    | Torrejon de Ardoz                  |
| A.D. La Plata TR-82              | Torrejón de Ardoz    | Torrejon de Ardoz                  |
| A.D. Torrejón C.F. "C"           | Torrejón de Ardoz    | Las Veredillas                     |
| Peña Torrejonense San Isidro "A" | Torrejón de Ardoz    | José María Gutiérrez "Guti"        |
| C.D. Sporting Ardoz              | Torrejón de Ardoz    | José María Gutiérrez "Guti"        |
| E.D.F. de Torres                 | Torres de la Alameda | Polideportivo Torres de la Alameda |
| C.D. Valdaracete                 | Valdaracete          | Polideportivo Valdaracete          |
| Villalbilla C.F.                 | Villalbilla          | Polideportivo Villalbilla          |
| C.D.U.D. Villar del Olmo         | Villar del Olmo      | Polideportivo Villar del Olmo      |

### Grupo 5
| Equipo                     | Localidad             | Campo                             |
| -------------------------- | --------------------- | --------------------------------- |
| Arganda U.D.               | Arganda del Rey       | Ciudad del Fútbol                 |
| U.D. La Poveda             | Arganda del Rey       | La Poveda                         |
| F.C. Chinchón 21           | Chinchón              | Javier Manquillo                  |
| A.D. Fútbol Sala Chinchón  | Chinchón              | Javier Manquillo                  |
| C.F. Tajo-Fuentidueña      | Fuentidueña de Tajo   | Polideportivo Fuentidueña de Tajo |
| C.D. Morata                | Morata de Tajuña      | Polideportivo Morata de Tajuña    |
| C.F. Atlético Sur "B"      | Parla                 | Mariano Arribas                   |
| S.A.D. A.D. Parque Sureste | Rivas-Vaciamadrid     | Casa Grande                       |
| C.D. Rivas Jarama          | Rivas-Vaciamadrid     | Supera                            |
| Seseña C.F.                | Titulcia              | Los Arenales                      |
| S.A.D. Ivero               | Valdemoro             | Anexo Estadio Bolitas             |
| Valdemoro C.F.             | Valdemoro             | Anexo Estadio Bolitas             |
| E.F. Valdemoro "B"         | Valdemoro             | Anexo Estadio Bolitas             |
| C.D. Villarejo 69          | Villarejo de Salvanés | Justo Díaz                        |
| Villarejo C.F.             | Villarejo de Salvanés | Justo Díaz                        |

### Grupo 6
| Equipo                      | Localidad              | Campo                                |
| --------------------------- | ---------------------- | ------------------------------------ |
| C.D. Bercial 2009           | Getafe                 | Polideportivo El Bercial             |
| A.D.C. Brunete "B"          | Getafe                 | Polideportivo Rosalía de Castro      |
| S.A.D. Cenafe               | Getafe                 | Juan de la Cierva 2                  |
| E.F. Ciudad de Getafe "B"   | Getafe                 | Juan de la Cierva 1                  |
| A.D. El Norte               | Getafe                 | Juan de la Cierva 2                  |
| Fepe Getafe III "B"         | Getafe                 | Arcas del Agua                       |
| A.D. Juventud Canario       | Getafe                 | Alhóndiga - Sector III               |
| C.D. Santa Bárbara Getafe   | Getafe                 | Alhóndiga - Sector III               |
| C.D.E. Madrid 2021 "B"      | Griñón                 | Municipal La Mina                    |
| C.F. Rayo Illescas          | Madrid                 | Cotorruelo II                        |
| C.D.E. Anibal               | Parla                  | Mariano Arribas                      |
| C.F. Atlético Sur           | Parla                  | Alfredo di Stefano                   |
| Deportivo Naburo Parla      | Parla                  | Mariano Arribas                      |
| C.D. Olímpico de Parla      | Parla                  | Alfredo di Stefano                   |
| Atlético de Pinto "B"       | Pinto                  | Amelia del Castillo                  |
| C.D.E. Ciudad de Pinto "B"  | Pinto                  | Rafael Mendoza                       |
| C.F. Torrejón de la Calzada | Torrejón de la Calzada | Polideportivo Torrejón de la Calzada |
| E.M. Torrejón de la Calzada | Torrejón de la Calzada | Polideportivo Torrejón de la Calzada |

### Grupo 7
| Equipo                                                                     | Localidad            | Campo                              |
| -------------------------------------------------------------------------- | -------------------- | ---------------------------------- |
| C.D.E. Aupa-Mentema Boadilla                                               | Boadilla del Monte   | Condesa de Chinchón                |
| C.D. Nuevo Boadilla                                                        | Boadilla del Monte   | Condesa de Chinchón                |
| C.D. Asociación Vecinal San Nicasio                                        | Leganés              | Polideportivo La Cantera           |
| Atlético Trabenco Zarzaquemada "B"                                         | Leganés              | Polideportivo El Carrascal         |
| C.D. Candil Leganés                                                        | Leganés              | Polideportivo Julián Montero       |
| C.D. Ciudad de Leganés                                                     | Leganés              | Polideportivo Julián Montero       |
| C.D. Leganés "D"                                                           | Leganés              | Anexo de Butarque                  |
| A.D.C.R. Lemans                                                            | Leganés              | Polideportivo La Cantera           |
| C.D.E. Legasur Rayo                                                        | Leganés              | Polideportivo La Cantera           |
| C.D. Parque Verde                                                          | Leganés              | Polideportivo El Carrascal         |
| C.D. Rocío Leganés                                                         | Leganés              | Polideportivo La Cantera           |
| C.F. San Juan Zarzaquemada                                                 | Leganés              | Polideportivo El Carrascal         |
| A.D. Unión Carrascal "B"                                                   | Leganés              | Polideportivo El Carrascal         |
| Cultural Unión Leganés                                                     | Leganés              | Polideportivo Julián Montero       |
| F.C. Zarzaquemada                                                          | Leganés              | Polideportivo Julián Montero       |
| C.D. DUX Internacional de Madrid Football Academy Villaviciosa de Odón "B" | Villaviciosa de Odón | Polideportivo Villaviciosa de Odón |
| C.D.E. ESC Madrid                                                          | Villaviciosa de Odón | Polideportivo Villaviciosa de Odón |
| A.D. Villaviciosa de Odón Promesas "D"                                     | Villaviciosa de Odón | Polideportivo Villaviciosa de Odón |

### Grupo 8
| Equipo                                  | Localidad   | Campo                       |
| --------------------------------------- | ----------- | --------------------------- |
| C.D. Atlético Cañada Alcorcón "B"       | Alcorcón    | Alfredo Cenarriaga          |
| E.F. Estudiantes Alcorcón               | Alcorcón    | Esteban Márquez             |
| C.D. La Cantera Sport                   | Alcorcón    | Polideportivo Santo Domingo |
| C.D. Libertad Alcorcón "B"              | Alcorcón    | Alfredo Cenarriaga          |
| A.D.C. Parque Mayor C.F.                | Alcorcón    | Polideportivo Santo Domingo |
| Peña Deportiva 3000 Goles               | Alcorcón    | Polideportivo Santo Domingo |
| C.D. Arroyo                             | Fuenlabrada | La Aldehuela 3              |
| C.D. Atlético Fuenlabreño "B"           | Fuenlabrada | La Aldehuela 2              |
| Deportivo Sur Loranca                   | Fuenlabrada | La Aldehuela 3              |
| C.F. Fuenlabrada "C"                    | Fuenlabrada | La Aldehuela 1              |
| C.F. Fuenlabrada Atlantis               | Fuenlabrada | El Naranjo 1                |
| C.D. Makavi-La Avanzada                 | Fuenlabrada | La Aldehuela 3              |
| A.D. Rayo-13 Escuela                    | Fuenlabrada | La Aldehuela 1              |
| C.D. SP&AL Fuenlabrada                  | Fuenlabrada | La Aldehuela 3              |
| C.D. Asociación Vecinal San Nicasio "B" | Leganés     | Polideportivo La Cantera    |
| C.D. Rocío Leganés "B"                  | Leganés     | Polideportivo La Cantera    |
| U.D. Móstoles Balompié "B"              | Móstoles    | Iker Casillas               |

### Grupo 9
| Equipo                                                                     | Localidad              | Campo                                |
| -------------------------------------------------------------------------- | ---------------------- | ------------------------------------ |
| E.F. Halcones Madrid                                                       | Aldea del Fresno       | Campo Aldea del Fresno               |
| C.D. Nuevo Bonilla "C"                                                     | Boadilla del Monte     | Condesa de Chinchón                  |
| Rayo Brunete C.F.                                                          | Brunete                | Los Arcos                            |
| A.D. Cadalso                                                               | Cadalso de los Vidrios | Polideportivo Cadalso de los Vidrios |
| C.F. Cenicientos                                                           | Cenicientos            | Polideportivo Cenicientos            |
| F.S. Navalcarnero                                                          | Navalcarnero           | Los Manzanos                         |
| C.D. Navas del Rey                                                         | Navas del Rey          | La Chopera                           |
| Robledo C.F. "B"                                                           | Robledo de Chavela     | Polideportivo Robledo de Chavela     |
| C.D. Sevilla la Nueva                                                      | Sevilla la Nueva       | Polideportivo Sevilla la Nueva       |
| C.D. Villamanta                                                            | Villamanta             | Polideportivo Villamanta             |
| E.M.F Chapineria                                                           | Chapineria             | Las Lagunillas                       |
| S.D. DUX Internacional de Madrid "B"                                       | Villaviciosa de Odón   | Polideportivo Villaviciosa de Odón   |
| C.D. DUX Internacional de Madrid Football Academy Villaviciosa de Odón "B" | Villaviciosa de Odón   | Polideportivo Villaviciosa de Odón   |
| A.D. Villaviciosa de Odón - Amistad "C"                                    | Villaviciosa de Odón   | Polideportivo Villaviciosa de Odón   |

### Grupo 10
| Equipo                                    | Localidad          | Campo                          |
| ----------------------------------------- | ------------------ | ------------------------------ |
| Atlético del Pilar C.F.                   | Madrid             | Fundación                      |
| C.D. Boca                                 | Madrid             | Fundación                      |
| Escuela Europea C.F.                      | Madrid             | Nuestra Señora del Buen Camino |
| R.C.D. Espanyol de Madrid                 | Madrid             | Dehesa de la Villa             |
| S.A.D. Fomento Alumni "C"                 | Madrid             | Colegio El Prado               |
| Club Fuentelarreyna "D"                   | Madrid             | Valdeyeros                     |
| A.D. Fundación "C"                        | Madrid             | Fundación                      |
| C.D. Masriver "B"                         | Madrid             | Ramón Gómez de la Serna        |
| C.D.B. Sporting Club Madrid "B"           | Madrid             | La Cabrera                     |
| C.F. Sporting de Sarria                   | Madrid             | Fundación                      |
| C.D. Majadahonda AFAR-4                   | Majadahonda        | Ciudad Deportiva Wanda         |
| C.D. Puerta de Madrid "B"                 | Majadahonda        | Ciudad Deportiva Wanda         |
| C.F. Rayo Majadahonda - Internacional "B" | Majadahonda        | La Oliva                       |
| A.D. Cala Pozuelo "B"                     | Pozuelo de Alarcón | El Pradillo                    |
| E.E. P.P. San Fernando Escolapios Pozuelo | Pozuelo de Alarcón | Colegio Escolapios             |
| IE University Athletics                   | Pozuelo de Alarcón | Colegio Escolapios             |
| C.F. Pozuelo de Alarcón "C"               | Pozuelo de Alarcón | Valle de las Cañas             |
| Torrelodones C.F. "C"                     | Torrelodones       | Antonio Martín                 |

### Grupo 11
| Equipo                                 | Localidad                  | Campo                              |
| -------------------------------------- | -------------------------- | ---------------------------------- |
| C.D. Academia de Fútbol Alcobendas "B" | Alcobendas                 | Fuentelucha                        |
| A.C.R. Atlético Alcobendas "B"         | Alcobendas                 | José Caballero                     |
| C.D.B. Base                            | Alcobendas                 | Oscar Molina                       |
| C.D. Enjoy Football - Cosmos           | Alcobendas                 | José Caballero                     |
| La Moraleja C.F. "B"                   | Alcobendas                 | José Caballero                     |
| C.D. Las Tablas - Valverde             | Alcobendas                 | Colegio Aldovea                    |
| Sporting Seis de Diciembre "B"         | Alcobendas                 | Parque de Navarra                  |
| U.D. Arroyofresno                      | Madrid                     | Rodríguez Sahagún                  |
| S.A.D. Fomento Alumni "B"              | Madrid                     | Colegio El Prado                   |
| A.D. El Pardo "B"                      | Madrid                     | Mingorrubio                        |
| C.D. Peñagrande                        | Madrid                     | Ramón Gómez de la Serna            |
| Periso C.F. "C"                        | Madrid                     | La Vicalvarada                     |
| C.D. Virgen de Mirasierra              | Madrid                     | Andrés Navarrete                   |
| C.D. Carranza "B"                      | San Sebastián de los Reyes | Rafael Delgado Rosa - Dehesa Boyal |
| C.D. Unión Europa Sanse                | San Sebastián de los Reyes | Rafael Delgado Rosa - Dehesa Boyal |
| C.D. Pegaso Balompié Tres Cantos       | Tres Cantos                | La Luz                             |
| U.D. Tres Cantos "B"                   | Tres Cantos                | Keka Vega Foresta 2                |

### Grupo 12
| Equipo                        | Localidad               | Campo                            |
| ----------------------------- | ----------------------- | -------------------------------- |
| C.D. Alpedrete "B"            | Alpedrete               | Polideportivo Alpedrete          |
| C.F. Fuente El Saz "B"        | Fuente El Saz de Jarama | Alicia Gómez Prada               |
| C.D. Alonso Cano "B"          | Madrid                  | Canal de Isabel II               |
| Celtic Castilla C.F. "B"      | Madrid                  | Canal de Isabel II               |
| C.D. Conde Orgaz "B"          | Madrid                  | Colegio San José del Parque      |
| Club Fuentelarreyna "B"       | Madrid                  | Valdeyeros                       |
| F.C. Inter del Pilar          | Madrid                  | Vicente del Bosque               |
| A.D.C. Lacoma                 | Madrid                  | Vicente del Bosque               |
| C.D.E. Madrid Olimpo          | Madrid                  | Arroyo Media Legua (Trece Rosas) |
| C.D. Malasaña F.C.            | Madrid                  | Canal de Isabel II               |
| C.D. Masriver                 | Madrid                  | Ramón Gómez de la Serna          |
| Nuestra Señora del Consejo    | Madrid                  | Colegio San Agustín              |
| Rayo del Pilar C.F.           | Madrid                  | Ramón Gómez de la Serna          |
| C.D. Rupe Sahagún "B"         | Madrid                  | Rodríguez Sahagún                |
| Club San Agustín              | Madrid                  | Colegio San Agustín              |
| C.F. Santa Elena              | Madrid                  | Rodríguez Sahagún                |
| C.D. Spartac de Manoteras "C" | Madrid                  | Spartac Manoteras                |
| C.D.B. Sporting Club Madrid   | Madrid                  | La Cabrera                       |

### Grupo 13
| Equipo                          | Localidad | Campo                                     |
| ------------------------------- | --------- | ----------------------------------------- |
| Alameda de Osuna E.F.           | Madrid    | Municipal Alameda de Osuna                |
| Club Alameda de Osuna           | Madrid    | Colegio Alameda de Osuna                  |
| C.D. Atlético Vallecas          | Madrid    | Ciudad Deportiva Fundación Rayo Vallecano |
| Aula C.F.                       | Madrid    | San Lamberto                              |
| C.D. Canillas "C"               | Madrid    | Canillas                                  |
| C.D. Conde Orgaz                | Madrid    | Colegio San José del Parque               |
| A.D. Esperanza "B"              | Madrid    | Esperanza                                 |
| Club Fuentelarreyna "C"         | Madrid    | Valdeyeros                                |
| Inter Las Rosas Almadraba       | Madrid    | Pepu Hernández                            |
| C.D. Olímpico de Hortaleza      | Madrid    | Las Cárcavas                              |
| C.D. Olímpico Las Rosas         | Madrid    | Pepu Hernández                            |
| A.D. Oña Sanchinarro "B"        | Madrid    | Sanchinarro                               |
| C.D. Polígono H San Blas        | Madrid    | Colegio El Sol                            |
| C.D. San Roque E.F.F. "B"       | Madrid    | San Roque                                 |
| C.D. Spartac de Manoteras "B"   | Madrid    | Spartac Manoteras                         |
| C.D. Sporting Valdebernardo "B" | Madrid    | Polideportivo Valdebernardo               |
| C.F. Valdebebas "B"             | Madrid    | Trivema Naval                             |
| A.D. Villa Rosa "B"             | Madrid    | Campo Nuevo Villa Rosa                    |

### Grupo 14
| Equipo                                | Localidad               | Campo                       |
| ------------------------------------- | ----------------------- | --------------------------- |
| C.D. Coslada "B"                      | Coslada                 | El Olivo                    |
| E.F. El Olivo de Coslada              | Coslada                 | Méjico                      |
| C.F. Rayo 70 - Coslada "B"            | Coslada                 | Méjico                      |
| C.D. Samper - Coslada                 | Coslada                 | El Olivo                    |
| E.M.F. Águilas Moratalaz              | Madrid                  | Polideportivo Moratalaz     |
| C.F. Amisport "B"                     | Madrid                  | San Pascual                 |
| C.D. Atlético Almudena                | Madrid                  | La Almudena                 |
| Atlético Artilleros "B"               | Madrid                  | Polideportivo Valdebernardo |
| C.D.E. Chamartín Athletic             | Madrid                  | Campo Nuevo Villa Rosa      |
| A.D. Escuder San Pascual "B"          | Madrid                  | La Concepción               |
| Escuela Deportiva Almudena "B"        | Madrid                  | La Almudena                 |
| A.D. Ferroviaria                      | Madrid                  | Municipal San Blas          |
| C.F. Liceo Sport                      | Madrid                  | Polideportivo Valdebernardo |
| Racing San Blas C.F.                  | Madrid                  | Municipal San Blas          |
| E.D.M. San Blas "B"                   | Madrid                  | Municipal San Blas          |
| C.D. Sporting Valdebernardo           | Madrid                  | Polideportivo Valdebernardo |
| C.D. Unión Valdebernardo "B"          | Madrid                  | Polideportivo Valdebernardo |
| A.D. Sporting San Fernando de Henares | San Fernando de Henares | Santiago del Pino           |

### Grupo 15
| Equipo                                 | Localidad         | Campo                                     |
| -------------------------------------- | ----------------- | ----------------------------------------- |
| C.D. Daganzo "C"                       | Daganzo de Arriba | Francisco Javier López                    |
| S.A.D. Altamira                        | Madrid            | San Lamberto                              |
| C.D. Atlético Vallecas "B"             | Madrid            | Ciudad Deportiva Fundación Rayo Vallecano |
| C.D.E. Fútbol Club Británico de Madrid | Madrid            | Arroyo Media Legua (Trece Rosas)          |
| C.D. Canillejas C.F.                   | Madrid            | San Lamberto                              |
| C.F. Cátedra                           | Madrid            | San Lamberto                              |
| C.D. Criollos                          | Madrid            | Arroyo Media Legua (Trece Rosas)          |
| C.D. Fútbol Caribeño                   | Madrid            | San Lamberto                              |
| C.D. Independiente de Vallecas         | Madrid            | La Unión                                  |
| S.A.D. Iwsport                         | Madrid            | Nuestra Señora de la Torre                |
| Club de Atletismo Los Olmos            | Madrid            | San Lamberto                              |
| C.D. Mar Abierto "B"                   | Madrid            | Mar Abierto                               |
| A.D.C. Nueva Castilla                  | Madrid            | Ciudad Deportiva Fundación Rayo Vallecano |
| C.D. Sport Villa de Vallecas           | Madrid            | Ciudad Deportiva Fundación Rayo Vallecano |
| C.D. Unión El Parque                   | Madrid            | San Lamberto                              |
| C.D. Unión Elipa                       | Madrid            | San Lamberto                              |
| C.D. Unión Huaral                      | Madrid            | San Lamberto                              |
| C.D.E. Venezuela F.C.                  | Madrid            | San Lamberto                              |

### Grupo 16
| Equipo                                | Localidad | Campo                        |
| ------------------------------------- | --------- | ---------------------------- |
| Atlético Loeches "B"                  | Loeches   | Polideportivo Loeches        |
| Cantera F.C. "C"                      | Madrid    | Polideportivo Gallur         |
| A.D. Cosmos Huracán                   | Madrid    | José Durán                   |
| S.D. del Pozo "B"                     | Madrid    | Asociación Vecinal del Pozo  |
| Españoleto C.F. "B"                   | Madrid    | Palomeras Bajas              |
| C.D.E. de Fútbol Inter Victoria       | Madrid    | Palomeras Bajas              |
| E.F. A. V. La Chimenea                | Madrid    | Municipal La Chimenea        |
| A.J.D.C. La Mancha "B"                | Madrid    | David González Rubio         |
| C.D.E. Proas                          | Madrid    | Asociación Vecinal Orcasitas |
| C.D. Racing de Moratalaz              | Madrid    | Polideportivo Palomeras      |
| Racing Villaverde C.F. "B"            | Madrid    | David Díez de la Cruz        |
| C.D. San Cristóbal de los Ángeles "B" | Madrid    | San Cristóbal                |
| U.D. Usera "B"                        | Madrid    | Municipal La Chimenea        |
| Victoria Madrid                       | Madrid    | Polideportivo Entrevías      |
| A.D. Villaverde Bajo "B"              | Madrid    | Oroquieta - Félix Rubio      |

### Grupo 17
| Equipo                                     | Localidad | Campo                                     |
| ------------------------------------------ | --------- | ----------------------------------------- |
| C.D. Alfa                                  | Madrid    | Cotorruelo III                            |
| C.D. Batán                                 | Madrid    | Cotorruelo I                              |
| A.D. Buenavista Castilla                   | Madrid    | Cotorruelo II                             |
| Cantera F.C. "B"                           | Madrid    | Los Cármenes                              |
| E.F. Carabanchel "B"                       | Madrid    | Escuela de Fútbol Carabanchel             |
| R.C.D. Carabanchel "B"                     | Madrid    | La Mina                                   |
| C.D. Chamberí de Madrid                    | Madrid    | Cotorruelo I                              |
| C.D. Escuela de Fútbol Villa de Madrid "B" | Madrid    | San Martín de Porres                      |
| A.D. Gigantes "B"                          | Madrid    | Marqués de Samaranch                      |
| C.R. Guindalera "B"                        | Madrid    | Cotorruelo II                             |
| C.D. Inter Promesas                        | Madrid    | La Perla                                  |
| C.D. Juventud Los Carmenes "B"             | Madrid    | Los Carmenes                              |
| C.F. Madrid Río "B"                        | Madrid    | Cotorruelo II                             |
| A.D. Parque Arganzuela                     | Madrid    | Nuestra Señora de la Torre                |
| C.D. Plata                                 | Madrid    | Cotorruelo I                              |
| Rayo Vallecano de Madrid "D"               | Madrid    | Ciudad Deportiva Fundación Rayo Vallecano |
| C.D. San Viator                            | Madrid    | Cotorruelo II                             |
| Unión El Rastro                            | Madrid    | Cotorruelo I                              |

### Grupo 18
| Equipo                      | Localidad | Campo                    |
| --------------------------- | --------- | ------------------------ |
| C.D. Aluche Bulls           | Madrid    | Los Carmenes             |
| C.D. Atlético Aluche        | Madrid    | Polideportivo de Aluche  |
| C.D. Campamento "B"         | Madrid    | Campamento               |
| Cantera F.C.                | Madrid    | Los Carmenes             |
| A.C.D. Fátima               | Madrid    | Polideportivo Las Cruces |
| C.D. Ferilán                | Madrid    | Polideportivo Gallur     |
| C.D. Goya "B"               | Madrid    | Barrio Goya              |
| C.D. Juventud Los Carmenes  | Madrid    | Los Carmenes             |
| E.F. A. V. La Chimenea "B"  | Madrid    | Municipal La Chimenea    |
| La Mutual Juan XXIII "B"    | Madrid    | Piqueñas                 |
| A.C.D. Lucero Linces "C"    | Madrid    | Castroserna              |
| C.D. Madrid Sur Latina      | Madrid    | Los Carmenes             |
| S.D. Marianistas Amorós "B" | Madrid    | Colegio Amorós           |
| A.D. Parque Arganzuela "B"  | Madrid    | Cotorruelo III           |
| A.D. Parque Europa          | Madrid    | Parque Europa            |
| A.D. Piqueñas "B"           | Madrid    | Piqueñas                 |
| C.D. Plata "B"              | Madrid    | Polideportivo Gallur     |
| A.D. Rayo Latina            | Madrid    | Polideportivo Gallur     |

## Estructura de categorías en la Comunidad de Madrid para la temporada 2022/23
| 1.ª | Primera División                   | 20 equipos                              |
| 2.ª | Segunda División                   | 22 equipos                              |
| 3.ª | Primera Federación                 | 40 equipos en 2 grupos de 20 cada uno   |
| 4.ª | Segunda Federación                 | 90 equipos en 5 grupos de 18 cada uno   |
| 5.ª | Tercera Federación                 | 324 equipos en 18 grupos de 18 cada uno |
| 6.ª | Regional Preferente de Aficionados | 36 equipos                              |
| 7.ª | Primera Categoría de Aficionados   | 80 equipos en 4 grupos de 20 cada uno   |
| 8.ª | Segunda Categoría de Aficionados   | 144 equipos en 8 grupos de 18 cada uno  |
| 9.ª | Tercera Categoría de Aficionados   | 252 equipos en 14 grupos de 18 cada uno |